# واصف دوراربی‌لی
واصف دوراربی‌لی (ترکی آذربایجانی: Vasif Durarbəyli؛ زادهٔ ۲۴ فوریهٔ ۱۹۹۲) شطرنج‌باز اهل کشور جمهوری آذربایجان است.